# 凱霍斯魯二世

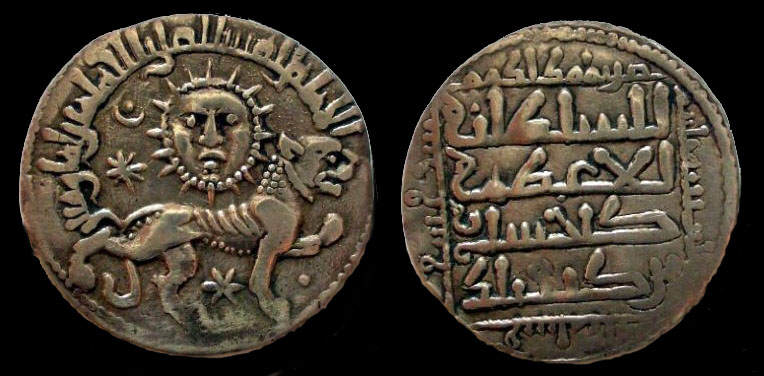
凱霍斯魯二世的迪拉姆硬幣

吉亚斯丁·凱霍斯魯二世（阿拉伯語、波斯語：غياث الدين كيخسرو بن كيقباد、Ghīyāth al-Dīn Kaykhusraw bin Kayqubād，土耳其語：II. Gıyaseddin Keyhüsrev）是魯姆蘇丹國的蘇丹，由1237年起上任，至1246年逝世。他統治時正值巴巴·伊沙克（Baba Ishak）暴動及蒙古入侵安那托利亞。他帶領塞爾柱軍隊及其基督教同盟在1243年參與克塞山戰役（Battle of Köse Dağ）。他是最後一位能夠行使重要權力的塞爾柱蘇丹，此後的魯姆蘇丹國淪為蒙古伊兒汗國的附庸。

## 繼位
凱霍斯魯二世是凱庫巴德一世（Kayqubad I）及其亞美尼亞裔妻子、基爾·法爾德（Kir Fard）女兒的兒子。雖然凱霍斯魯二世是長子，凱庫巴德一世卻選擇他與阿尤布王朝公主的另一個兒子伊兹丁為儲君。1226年，凱庫巴德一世將新併吞的埃爾津詹（Erzincan）交給凱霍斯魯二世。他和坎亞將軍一起參與埃爾祖魯姆（Erzurum）及阿赫拉特（Ahlat）的征戰。
在1236至1237年，蒙古人在格魯吉亞人的幫助下奔襲安那托利亞郊外地區，直迫錫瓦斯及馬拉蒂亞（Malatya）。蒙古騎兵來去如風，難以捉摸。凱庫巴德一世轉而向格魯吉亞人報復。當塞爾柱軍隊靠近時，格魯吉亞女王魯蘇丹（Rusudan）求和，嫁其女居爾居·哈頓（Gürcü Hatun）予凱霍斯魯二世，婚禮在1240年舉行。
凱庫巴德一世在1237年逝世，凱霍斯魯二世在安那托利亞的諸侯支持下就任為新一任蘇丹。賽爾德丁·科佩克（Sa'd al-Din Köpek）是凱霍斯魯二世統治早期的建築師，精通狩獵，在凱庫巴德一世時是工程大臣。科佩克擅於政治暗殺，以一系列的正法行動來保障他的影響力。1241年，他攻佔阿尤布王朝的迪亞巴克爾（Diyarbekir）。

## 巴巴·伊沙克暴亂
當蒙古人在外威脅塞爾柱時，一個新的威脅在內部出現：一位具領袖氣質的傳道者巴巴·伊沙克煽動安那托利亞的土庫曼人發動叛亂。
遊牧的土庫曼人在曼齊克特之戰（Battle of Manzikert）前遷入安那托利亞。1071年後，突厥人不受控制地遷入該區。他們的數量及具有說服力的宗教領袖，即伊斯蘭化的薩滿對於轉化基督教的安那托利亞有很大的作用。塞爾柱軍人花了許多功夫阻止遊牧民族入侵及侵襲鄰近的基督徒國度，讓農民定居。土庫曼人被趕到邊界的多山及國境地區。
巴巴·伊沙克是一位宗教領袖，不同於其他影響力僅限於小部落的前宗教領袖，巴巴·伊沙克的威信散佈到廣大的安那托利亞土庫曼人。他的傳道方法不明，他佔用了拉蘇爾（伊斯蘭教使者）的名號，這名號通常是指穆罕默德，其行事偏離了正統的伊斯蘭教。
暴亂首先發生在約1240年托魯斯山脈東部卡法爾蘇德的偏遠邊境，並迅速向北擴張到阿馬西亞地區。馬拉蒂亞及阿馬西亞的塞爾柱軍隊被摧毀。塞爾柱的心臟地帶，如開塞利（Kayseri）、錫瓦斯、托卡特（Tokat）都被巴巴·伊沙克的支持者控制。巴巴·伊沙克被殺，但土庫曼人仍繼續對抗塞爾柱政權。暴亂最終在1242年或1243年初克爾謝希爾附近被敉平。外交官西蒙相信塞爾柱得力於蘇丹僱用的法國僱傭兵。

## 克塞山戰役
在1242年至1243年的冬季，拜住率领的蒙古軍進犯埃爾祖魯姆（Erzurum），埃爾祖魯姆不圍自陷。蒙古人準備在春季大舉入侵魯姆。為了應對這次威脅，凱霍斯魯二世從盟友及附庸裡召集士兵。教宗諾森四世的使者西蒙正在前往会见蒙古大汗，他記錄了蘇丹的備戰情況。他指出亞美尼亞國王被請求派出1400名長矛騎兵、希臘的尼西亞帝國被請求派遣400名長矛騎兵。亞美尼亞及尼西亞的統治者在開塞利會見蘇丹商討詳情。特拉布宗帝國的曼努埃爾一世貢獻出200名士兵，阿尤布王朝的阿勒頗君主則派遣1000名騎兵支援。凱霍斯魯二世也動用塞爾柱軍隊及非常規的土庫曼騎兵，縱使軍力在早前遭到巴巴·伊沙克暴亂的削弱。
除了考慮與蒙古人結盟（或降服）的亞美尼亞人外，軍隊集結在錫瓦斯。凱霍斯魯二世及其盟友沿著前往埃爾祖魯姆的主幹道向東進發，1243年6月26日，聯軍在埃爾津詹與居米什哈內（Gümüşhane）之間的克塞山山隘遭遇蒙古軍。蒙古騎兵佯裝擾亂了聯軍，聯軍在克塞山戰役遭到擊敗。蘇丹在托卡特帶同寶物及後宮逃往安卡拉。蒙古人攻克錫瓦斯、洗劫開塞利，但卻不能進犯蘇丹國的首都科尼亞。
數個月後，蘇丹的維齊爾佩瓦內·穆爾因丁·蘇萊曼（Pervâne Mu‘in al-Din Suleyman）找到得勝的蒙古人首領。蘇丹已逃走，維齊爾可全權負責。維齊爾先發制人，成功阻止了蒙古人對安那托利亞的進一步破壞，保著了凱霍斯魯二世的王位，但在之後蘇丹國被蒙古伊兒汗國打败，成為其附庸。

## 遺子
凱霍斯魯二世逝世後，遺下了11歲的長子伊茲丁·凱考斯（'Izz al-Din Kaykaus）、9歲的次子魯肯丁·基利傑·阿爾斯蘭（Rukn al-Din Kilij Arslan）、7歲的幼子阿拉丁·凱庫巴德（'Ala al-Din Kayqubadh）。
凱霍斯魯二世指定最年幼的凱庫巴德為儲君，由於他只是一個孩童，維齊爾沙姆斯丁·伊斯法哈尼（Shams al-Din al-Isfahani）於是同時將凱考斯及阿爾斯蘭放上王位。這是在蒙古人威脅下穩固塞爾柱對安那托利亞控制的一次嘗試。
儘管國力已變弱，塞爾柱在1246年凱霍斯魯二世逝世時依然能維持完整。蒙古人無力攻佔首都科尼亞，安那托利亞避免了侵略者的進一步破壞。對王朝的真正打擊是凱霍斯魯二世不能指定一名勝任的繼任者。塞爾柱王子們不能再控制塞爾柱在安那托利亞的勢力，權力轉移到塞爾柱宮廷管理者手裡。

## 造幣
約1240至1243年，一些迪拉姆銀幣在錫瓦斯及科尼亞鑄上凱霍斯魯二世的名字，硬幣上展現獅子及太陽。尽管有圖案的硬幣在伊斯蘭世界并非闻所未闻，但这极为罕见，尤其是在十字军东征之后，因为古蘭經一般禁止代表活物的圖案。
關於獅子及太陽的圖案提供了多個解釋，有說這圖案代表獅子座，凱霍斯魯二世寵愛的亞美尼亞裔妻子居爾居·哈頓屬於獅子座。另有說法指獅子代表凱霍斯魯二世，太陽代表居爾居·哈頓。

## 註腳
1. ↑  Joseph Reese Strayer. . 第11冊. Scribner. 1989年: 第157頁. ISBN 0684167603 （英语）.
2. ↑  Paul Balog. . Royal Numismatic Society. 1980年: 第14頁 （英语）.
3. ↑  Hasan Celâl Güzel、Ali Birinci. . 第4冊. Yeni Türkiye. 2002年: 第175頁. ISBN 9756782625 （土耳其语）.
4. ↑  Levon Chorbajian、Patrick Donabédian、Claude Mutafian. . Zed Books. 1994年: 第67頁. ISBN 1856492885 （英语）.
5. ↑  Pre-Ottoman Turkey: a general survey of the material and spiritual culture and history, c. 1071-1330，第133頁
6. ↑  Speros Vryonis. . Undena Publications. 1981年: 第20頁. ISBN 0890030715 （英语）.
7. ↑  Ali Anooshahr. . Taylor & Francis. 2008年: 第116頁  [2009-09-03]. ISBN 0415463602. （原始内容存档于2012-04-13） （英语）.
8. ↑  John Freely. . I.B. Tauris. 2008年: 第78頁. ISBN 1845117034 （英语）.
9. ↑  Ira Marvin Lapidus. . Cambridge University Press. 2002年: 第248頁  [2009-09-03]. ISBN 0521779332. （原始内容存档于2012-04-13） （英语）.
10. ↑  Hülya Küçük. . BRILL. 2002年: 第14頁  [2009-09-03]. ISBN 9004124438. （原始内容存档于2012-04-13） （英语）.
11. ↑  Huricihan Islamoğlu Ghaznavi. . University of Wisconsin--Madison. 1972年: 第14頁 （英语）.
12. ↑  James Mellaart、Udo Hirsch、Belkis Balpinar. . Eskenazi. 1989年: 第27頁. ISBN 8885210090 （英语）.
13. ↑  Saraiya Faroqhi. . Markus Wiener Publishers. 2008年: 第50頁  [2009-09-03]. ISBN 1558764496. （原始内容存档于2012-04-13） （英语）.
14. ↑  Trudy Ring、Robert M. Salkin、Sharon La Boda. . Taylor & Francis. 1996年: 第224頁  [2009-09-03]. ISBN 1884964028. （原始内容存档于2012-04-13） （英语）.
15. ↑  Pre-Ottoman Turkey: a general survey of the material and spiritual culture and history, c. 1071-1330，第135頁
16. ↑  Josef W. Meri、Jere L. Bacharach. . Taylor & Francis. 2006年: 第442頁  [2009-09-03]. ISBN 0415966914. （原始内容存档于2012-04-13） （英语）.
17. ↑  Pre-Ottoman Turkey: a general survey of the material and spiritual culture and history, c. 1071-1330，第271頁
18. ↑  Stephen Album. . S. Album. 1998年: 第62頁. ISBN 0963602411 （英语）.
19. ↑  Prof. Dr. Mehmet Eti. . （原始内容存档于2012-08-28） （英语）.

| 前任： 凱庫巴德一世 | 魯姆蘇丹國蘇丹 1237年–1246年 | 繼任： 凱考斯二世 |